# Utriculofera
Utriculofera is een geslacht van vlinders van de familie spinneruilen (Erebidae), uit de onderfamilie Arctiinae.

## Soorten
- U. aplaga Hampson, 1900
- U. fuscapax Hampson, 1893
- U. leucogrammus Rothschild, 1916
- U. macroplaga Hampson, 1900
- U. muricolor Rothschild, 1913
- U. tetrastigmata Rothschild, 1916
- U. utricularia Rothschild, 1912
- U. variegata Rothschild, 1912